# Робърт Фрип
Робърт Фрип (на английски: Robert Fripp) е английски китарист, музикален продуцент и композитор. Известен е най-вече с работата си в прогресив рок групата „Кинг Кримсън“. Музикалната му дейност заема период от 5 десетилетия. Женен е за актрисата и певица Тоя Уилкокс (Toyah Willcox).

## Биография

### Кариера преди групата
Началото на професионалната дейност на Фрип започва през 1967 когато отговаря на обява във вестник. Странното тук е, че се е търсил пеещ органист. Обявата е пусната от басиста Питър Джаелс и неговия брат барабаниста Майкъл Джаелс. Тримата сформират триото Джаелс, Джаелс енд Фрип, като в тази формация успяват да реализират два сингъла и един дългосвирещ албум The Cheerful Insanity of Giles, Giles and Fripp. Въпреки че съвременните почитатели на прогресив рока откриват в гротескната сага за мазния Родни (The Saga of Rodney Toady) всички основни елементи на стила, групата няма комерсиален успех и е почти тотално отхвърлена като безперспективна от тогавашната музкална критика и скоро след това се разпада.

### Ранен „Кинг Кримсън“
След разпадането на групата Фрип и Майкъл Джаелс започват да планират създаването на нова формация. През 1968 двамата, заедно с Грег Лейк, Питър Синфийлд и Ян Макдоналд създават Кинг Кримсън. Първият им албум, In the Court of the Crimson King, излиза в края на 1969, като получава различни критики от възторг до пълно отричане. Времето обаче е най-добрия съдник и понастоящем 10 октомври 1969 г., дата на излизането на албума, неофициално се приема за рождения ден на прогресив рока. През следващите години групата преминава през множество персонални промени, Робърт Фрип обаче е единствения постоянен член на групата. Често дори се слага знак за равенство между Кинг Кримсън и Робърт Фрип, самия той обаче не се определя като едноличен лидер на групата. За него Кинг Кримсън е всъщност „начин на правене на нещата“  Архив на оригинала от 2015-01-17 в Wayback Machine.. С издаването на Red през 1974 групата обявява своето разпадане.

### Странични проекти
Въпреки натовареността му с Кинг Кримсън Фрип успява да намери време да участва в редица странични проекти. Той работи с Кийт Типет (Keith Tippett), който се появява в някои от албумите на Кримсън. Резултат от тяхното сътрудничество са два албума, които стоят далеч от рок музиката – Septober Energy от 1971 и Ovary Lodge от 1973. Работи и с Ван дер Грааф Дженерейтър (Van der Graaf Generator). Заедно с Браян Ино (Brian Eno) записват No Pussyfooting през 1972 и Evening Star през 1974. В тези два албума те експериментират с редица нови музикални техники в това число и тейп луп система (tape loop system), която ще има значителна роля в по-късното творчество на Фрип. Тя става толкова характерна за неговото звучене, че звукът който произвежда започва да се нарича общо фрипертроникс.
В средата на 1970-те години Фрип прекарва известно време извън музикалната индустрия. Смята се, че причина за това е засиления му интерес към учението на мистика Георгий Гурджиев (George Gurdjieff) и Джон Барнет (J.G. Bennett) (учение, което по-късно ще заеме значително мусто в неговата работа Китарната работилница). Към музикалната си работа се завръща през 1976 като участва в записите на първия солов албум на Питър Гейбриъл (Peter Gabriel), който излиза през следващата година. Фрип участва и в последвалото турне, но това не се афишира, като пред публиката той е представян с псевдонима „Dusty Rhodes“.
През 1977 г. Фрип получава покана от Ино да работят заедно с Дейвид Боуи (David Bowie) върху албума му Heroes. През следващата година отново работи с Питър Гейбриъл по втория му самостоятелен албум, като този път е и продуцент, сътрудничи и на Дарил Хол (Daryl Hall) за Sacred Songs. Едновременно с това започва да събира материал за първия си албум, включват се Ино, Гебриел, и Хол, както и Питър Хамил (Peter Hammill), Джери Марота (Jerry Marotta), Фил Колинс (Phil Collins), Тони Левин (Tony Levin). Албумът излиза през 1979 под името Exposure и е последван от турнето Фрипертроникс. Докато живее в Ню Йорк Фрип подпомага албумите и живите изпълнения на Блонди и Talking Heads, и продуцира първия албум на The Roches.
През 1980 Фрип работи с Buster Jones, Paul Duskin и David Byrne, като продуцира God Save the Queen/Under Heavy Manners. Едновременно с това събира събира група, която сам нарича „втородивизионна концертираща ню уейв инструментално-танцувална група“ под името League of Gentlemen, в нея участват Сара Лии (Sara Lee), Бари Андрюс (Barry Andrews) и Джони Тубад (Johnny Toobad), както и британската певица и художничка Даниел Дакс, която рисува обложката на албума и чийто вокал може да бъде чут в песента Minor Man. 

### Отново Кинг Кримсън
През 1981 г. е четвъртото превъплъщение на „Кинг Кримсън“. Там са Фрип, Адриан Белю (Adrian Belew), Бил Бръфърд (Bill Bruford), Тони Ливайн (Tony Levin). Първоначалната идея е групата да се казва „Discipline“, но другите членове на групата считат името Кинг Кримсън за по-подходящо. За Фрип Кинг Кримсън винаги е било начин на правене на нещата, а не просто група от музиканти, групата счита, че те отговарят на това определение. Този състав на групата просъществува до 1984 г. И след като издава 3 албума се разпада. Малко след това и The League of Gentlemen обявяват разделянето си.
През този период Фрип прави 2 албума заедно с Анди Съмърс (Andy Summers) от Полис (the Police). В I Advance Masked, Фрип и Съмърс свирят на всички инструменти. За втория албум Bewitched може да се каже, че е повече на Съмърс, който продуцира албуми и си сътрудничи с различни музиканти, сред които е и Фрип.
През 1982 г. Фрип свири в албума Keep On Doing на The Roches.

### „Китарна работилница“
През 1984 г. на Фрип била предложена позицията на преподавател в Американското Общество за Продължаващо Обучение (American Society for Continuous Education) в Западна Вирджиния. Предложението не дошло изненадващо. Той работил с „Обществото“ от 1978 г. участвайки в борда на директорите му и в този смисъл, идеята да преподава китара там не му била чужда. Неговият курс, Китарна работилница (Guitar Craft), започнал през следващата 1985 г. Продължение на този курс е групата The League of Crafty Guitarists, която издава няколко албума.
Групата California Guitar Trio е съставена изцяло от музиканти посещавали Китарната работилница.